# Canthon orfilai
Canthon orfilai е вид бръмбар от семейство Листороги бръмбари (Scarabaeidae). Видът не е застрашен от изчезване.

## Разпространение
Разпространен е в Аржентина (Кордоба, Мисионес, Салта и Чако), Бразилия и Парагвай.